# Hassane Bandé
Boureima Hassane Bandé (Uagadugú, 30 de octubre de 1998) es un futbolista burkinés. Juega como extremo en el HJK Helsinki de la Veikkausliiga.

## Clubes
| Club                      | País         | Año       |
| ------------------------- | ------------ | --------- |
| K. V. Mechelen            | Bélgica      | 2017-2018 |
| Ajax de Ámsterdam         | Países Bajos | 2018-2020 |
| F. C. Thun (cedido)       | Suiza        | 2020      |
| Jong Ajax                 | Países Bajos | 2020-2022 |
| N. K. Istra 1961 (cedido) | Croacia      | 2021-2022 |
| Amiens S. C.              | Francia      | 2022-2023 |
| HJK Helsinki              | Finlandia    | 2023-     |

## Palmarés

### Títulos nacionales
| Título                        | Club              | País         | Año  |
| ----------------------------- | ----------------- | ------------ | ---- |
| Copa de los Países Bajos      | Ajax de Ámsterdam | Países Bajos | 2019 |
| Eredivisie                    | Ajax de Ámsterdam | Países Bajos | 2019 |
| Supercopa de los Países Bajos | Ajax de Ámsterdam | Países Bajos | 2019 |
| Veikkausliiga                 | HJK Helsinki      | Finlandia    | 2023 |